# Elf (album)
Elf è il primo album degli Elf, pubblicato nel 1972. Prodotto da Ian Paice e Roger Glover è il primo album in cui compare Ronnie James Dio, che all'epoca era anche bassista.

## Tracce
Tutte le tracce sono state scritte da Gary Driscoll, David Feinstein, Ronnie James Dio e Micky Lee Soule.
1. Hoochie Koochie Lady – 5:32
2. First Avenue – 4:23
3. Never More – 3:50
4. I'm Coming Back For You – 3:27
5. Sit Down Honey (Everything Will Be Alright) – 3:48
6. Dixie Lee Junction – 5:09
7. Love Me Like A Woman – 3:47
8. Gambler, Gambler – 4:26

## Formazione
- Ronnie James Dio – voce, basso
- David Feinstein – chitarra
- Micky Lee Soule – pianoforte
- Gary Driscoll – batteria